# Elayavoor
Elayavoor è una suddivisione dell'India, classificata come census town, di 31.545 abitanti, situata nel distretto di Kannur, nello stato federato del Kerala. In base al numero di abitanti la città rientra nella classe III (da 20.000 a 49.999 persone).

## Geografia fisica
La città è situata a 11° 53' 24 N e 75° 24' 00 E.

## Società

### Evoluzione demografica
Al censimento del 2001 la popolazione di Elayavoor assommava a 31.545 persone, delle quali 14.896 maschi e 16.649 femmine. I bambini di età inferiore o uguale ai sei anni assommavano a 3.217, dei quali 1.617 maschi e 1.600 femmine. Infine, coloro che erano in grado di saper almeno leggere e scrivere erano 27.095, dei quali 12.930 maschi e 14.165 femmine.